# گیروکسویل
گیروکسویل (به انگلیسی: Girouxville) یک منطقهٔ مسکونی در کانادا است که در آلبرتا واقع شده‌است. گیروکسویل ۲۱۹ نفر جمعیت دارد و ۵۷۰ متر بالاتر از سطح دریا واقع شده‌است.